# Marielund (Haparanda)
Marielund is een voorstad van Haparanda binnen de Zweedse gemeente Haparanda. Het is aangelegd in de jaren 70 toen nog onder de naam van Mattila. Het dorp groeide zo snel dat een nieuwe naam nodig was: Marielund, naar de naam van aan aantal akkers hier in Mattila. Mattila bestaat ook nog steeds als dorp.
De plaatsnaam Marielund, die in Zweden ongeveer 200 maal voorkomt als aanduiding van stad, dorp en gehucht is hier in de omgeving eigenaardig. Veruit de meeste plaatsen komen uit het Fins of Samisch. Weliswaar is een aantal dorpsnamen aangepast aan het Zweeds, maar een echt Zweedse naam komt hier zelden voor.
Alatalo · Barsk · Haparanda · Kangas · Kankaanranta · Karungi · Kattilasaari · Keräsjänkkä · Keräsjoki · Korpikylä · Korva · Kukkola · Lappträsk · Marielund · Mattila · Nikkala · Parviainen · Purra · Salmis · Seskarö · Säivis · Vojakkala · Vuono · Vittikko